# برزیل مستعمراتی
برزیل مستعمراتی (به پرتغالی: Brasil Colonial) شامل دوره‌ای از ۱۵۰۰، است که با ورود پرتغالی‌ها، تا سال ۱۸۱۵، زمانی برزیل در اتحاد با پرتغال به عنوان پادشاهی متحده پرتغال، برزیل و الغرب به پادشاهی ارتقا یافته بود. در طول ۳۰۰ سال از تاریخ استعماری برزیل اولیه، بهره‌برداری اقتصادی از این قلمرو نخستین بار درخت برزیل (پائو برزیل) استخراج (قرن ۱۶)، که به منطقه این نام را داد؛ تولید شکر (قرن ۱۶–۱۸) و سرانجام استخراج طلا و الماس (قرن هجدهم) بودند. بردگان، به ویژه کسانی که از آفریقا آورده شده بودند، که بیشتر نیروی کار اقتصاد صادراتی برزیل را پس از مدت کوتاهی برده‌داری هند برای کاهش چوب برزیل؛ تأمین کردند.